# Cuerpos perdidos
Cuerpos perdidos, también conocida como Corps perdus, es una película franco-argentina dramática de 1989 dirigida por Eduardo de Gregorio y protagonizada por Tchéky Karyo, Georges Claisse, Laura Morante, María Vaner y Gerardo Romano. Se estrenó en Argentina el 8 de septiembre de 1994.

## Sinopsis
Una arquitecta argentina y un francés se enamoran y viajan a la mansión que pertenecía a la abuela de la arquitecta. Luego se narra una subtrama sobre un romance de la abuela con un pintor durante la década del '20.

## Reparto
- Tchéky Karyo
- Georges Claisse
- Laura Morante
- María Vaner
- Gerardo Romano
- Lucrecia Capello
- Sofía Viruboff
- Osvaldo Bonet
- Jorge Sabaté
- Inés Estévez
- Rubén Bermúdez
- Norberto Haas
- César Pierry
- Alberto Busaid
- Pablo Moret
- Mónica Escudero
- Mónica Tosser
- Hilda Bernard
- Henny Trailes